# Syrrhopodon mauritianus
Syrrhopodon mauritianus är en bladmossart som beskrevs av C. Müller och Johan Ångström 1876. Syrrhopodon mauritianus ingår i släktet Syrrhopodon och familjen Calymperaceae. Inga underarter finns listade i Catalogue of Life.